# Greg Barton
Gregory Mark (Greg) Barton (Jackson, 2 december 1959) is een Amerikaans kanovaarder.
Barton won tijdens de Olympische Zomerspelen 1984 de bronzen medaille op de K-1 1000 meter, en vier jaar later won hij de gouden medaille op de K-1 1000 meter en goudvoorraad de K-2 1000 meter samen met Norman Bellingham.

## Belangrijkste resultaten

### Olympische Zomerspelen
| Editie | Plaats      | Resultaten          |
| ------ | ----------- | ------------------- |
| 1984   | Los Angeles | K-1 1000m           |
| 1988   | Seoel       | K-1 1000m K-2 1000m |
| 1992   | Barcelona   | K-1 1000m           |

### Wereldkampioenschappen vlakwater
| Jaar | Plaats   | Resultaten               |
| ---- | -------- | ------------------------ |
| 1985 | Mechelen | K-1 10000 m              |
| 1987 | Duisburg | K-1 1000 m · K-1 10000 m |
| 1990 | Poznań   | K-1 10000 m              |
| 1991 | Parijs   | K-1 10000 m · K-1 1000 m |

1936: Gregor Hradetzky ·
1948: Gert Fredriksson ·
1952: Gert Fredriksson ·
1956: Gert Fredriksson ·
1960: Erik Hansen ·
1964: Rolf Peterson ·
1968: Mihály Hesz ·
1972: Aleksandr Sjaparenko ·
1976: Rüdiger Helm ·
1980: Rüdiger Helm ·
1984: Alan Thompson ·
1988: Greg Barton ·
1992: Clint Robinson ·
1996: Knut Holmann ·
2000: Knut Holmann ·
2004: Eirik Verås Larsen ·
2008: Tim Brabants ·
2012: Eirik Verås Larsen ·
2016: Marcus Walz ·
2020: Bálint Kopasz ·
2024: Josef Dostál
1936: Alfons Dorfner & Adolf Kainz ·
1948: Hans Berglund & Lennart Klingström ·
1952: Yrjö Hietanen & Kurt Wires ·
1956: Meinrad Miltenberger & Michel Scheuer ·
1960: Gert Fredriksson & Sven-Olov Sjödelius ·
1964: Sven-Olov Sjödelius & Gunnar Utterberg ·
1968: Vladimir Morozov & Aleksandr Sjaparenko ·
1972: Nikolai Gorbatsjov & Viktor Kratasjoek ·
1976: Sergej Nagorny & Vladimir Romanovski ·
1980: Vladimir Parfenovitsj & Sergej Tsjoechrai ·
1984: Hugh Fisher & Alwyn Morris ·
1988: Greg Barton & Norman Bellingham ·
1992: Kay Bluhm & Torsten Gutsche ·
1996: Antonio Rossi & Daniele Scarpa ·
2000: Beniamino Bonomi & Antonio Rossi ·
2004: Henrik Nilsson & Markus Oscarsson ·
2008: Martin Hollstein & Andreas Ihle ·
2012: Rudolf Dombi & Roland Kökény ·
2016: Marcus Groß & Max Rendschmidt ·
2020: Thomas Green & Jean van der Westhuyzen